# Meg Morris
Meagan Alexandra Morris (* 11. Mai 1992 in Montclair, New Jersey) ist eine ehemalige US-amerikanische Fußballspielerin, die zuletzt von 2016 bis 2018 beim Portland Thorns FC in der National Women’s Soccer League unter Vertrag stand.

## Karriere

### Verein
Während ihres Studiums an der University of North Carolina at Chapel Hill lief Morris von 2010 bis 2013 für die dortige Hochschulmannschaft der North Carolina Tar Heels auf. Am 14. April 2014 wurde sie vom Sky Blue FC verpflichtet und debütierte dort am 11. Mai im Auswärtsspiel gegen die Western New York Flash.
Ende April 2016 wurde die zuvor vereinslose Morris vom Portland Thorns FC verpflichtet. Nachdem sie 2018 verletzungsbedingt nicht mehr zum Einsatz gekommen war, beendete sie ihre Karriere.

### Nationalmannschaft
Morris stand im (erweiterten) Kader der U-15-, U-17- und U-18-Nationalmannschaften der Vereinigten Staaten. Mit der U-20 nahm sie im Jahr 2010 an der Weltmeisterschaft in Deutschland teil und kam dort in drei Spielen zum Einsatz.

## Erfolge
- 2017: Gewinn der NWSL-Meisterschaft (Portland Thorns FC)